# Phyllachora erythroxyli
Phyllachora erythroxyli är en svampart som beskrevs av Viégas 1944. Phyllachora erythroxyli ingår i släktet Phyllachora och familjen Phyllachoraceae.   Inga underarter finns listade i Catalogue of Life.